# Melody
Melodía Ruiz Gutiérrez, znana pod umetniškim imenom Melody, španska pevka *12. oktober 1990

## Zgodnje življenje
Melodía Ruiz Gutiérrez se je rodila 12. oktobra 1990  v Dos Hermanasu v Andaluziji. Pri šestih je izjavila mami, da je želi biti pevka in plesalka. Mati jo je poskušala odvrniti, češ da je glasbenik težak poklic, a je Melody vztrajala. 

## Kariera
Melody je odkril producent El Fary potem ko mu je njen oče poslal demo posnetek njenega petja. Leta 2001 je Melody pri 10 letih izdala svoj debitantski album De pata negra. Album je produciral Gustavo Ramudo pri El Faryjevi Carabirubí Producciones in je izšel pri založbi Epic Records. Glavni singel »El baile del gorila«, ki jo je napisal in zložil José Antonio Benítez Serrano, je postal velika poletna uspešnica v Španiji. Melody je takrat postala čudežni otrok španske glasbe.
Melodyin debitantski album je bil prodan v nakladi med 500.000 in 600.000 izvodi. Dne 30. oktobra je bil izdan v ZDA in Latinski Ameriki. Maja 2002 ga je Združenje ameriške glasbene industrije v ZDA podelilo zlati certifikat. Istega leta je prejel tudi nominacijo za latinskega grammyja za najboljši otroški album. Dne 10. junija 2002 je izdala svoj drugi album, Muévete.  Album je bil prodan v 50.000 izvodih.
18. oktobra 2004 je Melody izdala svoj četrti album Melodía s katerim se je usmerila k najstniškemu občinstvu. Album je produciral Danilo Ballo in ekipa pod vodstvom Emanuela Ruffinenga. Tega leta je Melody izdala tudi duet z grškim tenoristom Mriom Frangoulisom. Pesem z naslovom Cu'mme je bila del Frangoulisovega drugega mednarodnega albuma Follow Your Heart, ki je izšel 9. novembra 2004.
Leta 2005 je Melody za 3 leta izginila iz medijev. Zaradi njenega popolnega izginotja iz medijev so zakrožile govorice, da je umrla. Govorice so trdile, da je umrla v letalski nesreči. Melody je ovrgla govorice, ko je leta 2008 izdala svoj peti album Los buenos días.
Konec leta 2008 je Melody sodelovala s plesno skupinsko flamenka, Los Vivancos.  Dne 14. februarja 2009 so nastopili v prvem polfinalu španskega nacionalnega izbora Pesem Evrovizije 2009. V polfinalu so zasedli prvo mesto in se neposredno uvrstili v finale. V finalu, ki je potekal 28. februarja 2009 je Melody prejela enako število točk kot Soraya, vendar je nasprotnica dosegla višjo uvrstitev v telefonskem glasovanju in tako postala predstavnica Španije na Pesmi Evrovizije.
Poleg solo kariere je Melody z bratom Eleazarjem ustanovila glasbeni duo Melek 2. Dne 2. junija 2015 je duo izdal svoj prvi digitalni singel z naslovom »Tú lo sabes«.

### Pesem Evrovizije 2025
Dne 12. novembra 2024 je RTVE objavila, da je Melody ena izmed udeleženceBenidorm Festa 2025, španskega nacionalnega izbora za Pesem Evrovizije 2025. V polfinalu 30. januarja je nastopila s pesmijo »Esa diva« in se uvrstila v finale. V finalu 1. februarja zmagala in postala španska predstavnica na Pesmi Evroviziji.